# Gazela-de-peters
A gazela-de-peters (Nanger petersii) é uma espécie de antílope do gênero Nanger encontrada no Somália e no Quênia. Foi recentemente separada da gazela-de-grant (Nanger granti).